# Hans Larsson (chefredaktör)
Hans Larsson, född 1950, är en svensk journalist, chefredaktör, VD och ansvarig utgivare för tidningen Dagens Arbete, en medlemstidning för fackförbunden IF Metall, GS-facket och Pappers. Han var styrelseordförande i Sveriges Tidskrifter 2006-2013. Han har tidigare varit verksam vid landsortstidningar (Fagersta-Posten, Sala Allehanda och Borås Tidning), vid nyhetsbyråer (TT och A-pressen) samt vid Sveriges Television (Aktuellt och Striptease).
Efter finanskrisen 2008–2009 granskade Dagens Arbete näringslivet och arbetsmarknadsområdet där VD:ar och styrelseledamöter trots nedskärningar och krisuppgörelser med anställda fortsatte att ge varandra förmåner.
Som VD för Dagens Arbete drev Larsson igenom en treårig besparing på närmare 1 Mkr bland annat med hänvisning till bristande krismedvetenhet hos fackklubben på tidningen. Larsson sade själv att han motsatte sig besparingarna som resulterade i färre och tunnare tidningar för läsarna samt sämre förmåner för de anställda på tidningen. Strax efter att besparingarna hade påbörjats beslutade tidningens ägare att 2 Mkr av tidningens eget kapital skulle användas för att Larsson skulle gå i pension två år tidigare, vid 63 års ålder. Fackklubben ansåg att pengarna borde kommit från ett ägartillskott och inte tagits från tidningens fonderade medel avsatta för sämre tider.